# 보은 법주사 대웅보전 후불도
보은 법주사 대웅보전 후불도(報恩 法住寺 大雄寶殿 後佛圖)는 충청북도 보은군 속리산면, 법주사에 있는 불화이다. 2008년 11월 14일 충청북도의 유형문화재 제296호로 지정되었다.

## 개요
이 탱화는 법주사 대웅보전 소조삼불좌상(보물제1360호) 후불정화로 모시고 있는 그림이다.
명문에 의하면 금호당(錦湖堂) 약효(若效)가 제작한 것으로 제작연대는 1897년 전후인 것으로 추측된다. 노사나 불, 비로자나불, 석가모니불 후면에 각 1점씩 배치되어 있으며 특이하게 사천왕 탱화 2폭이 분리되어 걸려 있으며 3차례에 걸쳐 수리된 기록이 남아있다.
법주사 대웅보전의 높은 불단 위에 봉안된 소조삼존불좌상의 후면 벽에 걸려 있는 5폭의 후불탱화이다. 본존인 비로자나불도, 좌우 협시인 아미타불도 2폭, 그리고 삼존불상 좌우 양쪽에 사천왕도 2폭 등 모두 5폭으로 상태가 양호하다.
󰡈 법주사(法住寺) 대웅보전(大雄寶殿) 후불도(後佛圖) 가운데 가장 먼저 그려진 것은 1897년에 그려진 향우측의〈아미타불도(阿彌陀佛圖)〉와 〈사천왕도(四天王圖)〉중 동방천왕(東方天王)과 남방천왕(南方天王)이다. 이 불화를 그린 이는 봉화(奉化)인데, 금호당(錦湖堂) 약효(若效)가 같은 해 법주사에 그려 봉안한 〈팔상도(八相圖)〉의 각 장면에 등장하는 여래존상(如來尊像)과 기본형이 일치하며, 특히 음영법(陰影法)과 선염법(渲染法)을 병용한 서운의 채색 표현방식이 동일하다.
󰡈 1917년에 그려진 불화는〈비로 차나 불도(毘盧遮那佛圖)〉이다. 이 불화는 금호당(錦湖堂) 약효(若效)의 제자인 보응당(普應堂) 문성(文性)을 비롯하여 영성몽화(永星夢華)·연암경인(蓮庵敬仁)·효암재찬(孝庵在讚)·불존(佛尊) 범화축림(梵華竺林)이 그린 것으로 불·보살 각 존상 안면의 양감을 드러내기 위해 사용된 음영법, 어색한 그림자 표현 등에 문성(文性) 및 그 문도들의 화법이 잘 반영되어 있다.
󰡈 1925년에 그려진 불화는 향좌측〈아미타불도(阿彌陀佛圖)〉와〈사천왕도(四天王圖)〉중 서방 천왕(西方天王)과 북방 천왕(北方天王)이다. 이 두 폭은 강원도에서 화업을 시작하여 경기 일대를 비롯, 전국을 돌며 불화를 그린 개성이 강한 화사 고산당(古山堂) 축연(竺演)의 작품이다.〈사천왕도(四天王圖)〉와〈아미타불도(阿彌陀佛圖)〉상단 권속들의 안면이 용주사와 전등사〈신중도(神衆圖)〉를 비롯하여 고산당(古山堂) 축연(竺演)의 여타불화에서 볼 수 있는 강렬한 음영법을 확인할 수 있다.
이들 불화는 2006년 보수하면서 특히 푸른 청색을 많이 쓰고 가칠하여서 원래의 고풍스러운 맛이 많이 없어져 보인다.
법주사(法住寺) 대웅보전(大雄寶殿) 후불도(後佛圖) 일괄은 각각 제작 시기가 다른 데다가 근대화사로서 명성을 알렸으며, 최근 근대불교회화사에서 중요하게 다루는 세 화사들에 의해 그려졌다. 그리고 이 작품들은 근대 불화계의 일부 화사(畵師)들에게 크게 선호되었던 서양화법 수용과 그에 따른 표현상의 특징을 잘 반영하고 있다. 재료는 면포이다.
조성연대 및 화사는 다음과 같다.
- 비로자나불도〈中央〉: 大正 6년(1917년), 普應堂 文性
- 아미타불도〈向左〉 : 佛紀2952년(1928년), 古山 竺演
- 아미타불도〈向右〉 : 建陽 2년(1897년), 奉化
- 사천왕도 〈向左〉 : 佛紀2952년(1928년), 古山 竺演
- 사천왕도 〈向右〉 : 建陽 2년(1897년), 奉化

법주사(法住寺) 대웅보전(大雄寶殿) 후불도(後佛圖) 및 법주사 경내 전각들의 후불도(後佛圖)가 금호당(錦湖堂) 약효(若效)와 그 문도(門徒)들에 의해 제작된 사실은 이미 불화계에 잘 알려진 사실이다. 비록 근대에 해당하지만 제작 화사들의 높은 인지도와 문화재·학술연구 대상으로서의 가치 또한 격상하고 있다.

## 참고 자료
- 보은 법주사 대웅보전 후불도 - 국가유산청 국가유산포털